# Hydnophytum simplex
Hydnophytum simplex är en måreväxtart som beskrevs av Odoardo Beccari. Hydnophytum simplex ingår i släktet Hydnophytum och familjen måreväxter. Inga underarter finns listade i Catalogue of Life.